# Otto Mayr (Rechtsanwalt)
Otto Mayr, bis 1919 Otto Freiherr von Mayr (* 5. Februar 1887 in Wien; † 17. März 1977 ebenda) war ein österreichischer Rechtsanwalt und Mäzen.

## Leben
Otto Mayr war der Sohn des Wiener Rechtsanwaltes Max Freiherr von Mayr, diente im Ersten Weltkrieg als Dragonerrittmeister, und erhielt mehrere Orden.
Otto Mayr studierte Rechtswissenschaften und betrieb ab 1920 eine Anwaltskanzlei in Wien. Im austrofaschistischen Ständestaat wurde Mayr 1935 per Regierungserlass als Erster Präsident der Rechtsanwaltskammer Wien eingesetzt. Damit löste er den letzten gewählten Präsidenten Siegfried Kantor ab. Nach dem „Anschluss“ Österreichs 1938 wurde Mayr wiederum per Dekret durch das NS-Regime entlassen, verblieb aber bis 1944 als Vizepräsident in einer Standesfunktion. Danach war Mayr weiter als Rechtsanwalt tätig und vertrat unter anderem die Familie Kuffner beim Verkauf der Ottakringer Brauerei im April 1938. Nach dem Verkauf wurde Mayr als Treuhänder für den Anteil des Kaufpreises von Hedwig Lindenthal bestimmt, die 1943 im KZ Auschwitz ermordet wurde.
Am 11. August 1944 wurde Otto Mayr von der Gestapo Wien erkennungsdienstlich erfasst und dem katholisch-konservativen Lager zugeordnet. Mayr war einer derer für die Gestapoleiter Karl Ebner intervenierte. Letztlich wurde er nur durch das Kriegsende vor einem Volksgerichtshofverfahren bewahrt.
Nach dem Zweiten Weltkrieg arbeitete er als Anwaltsrichter beim Obersten Gerichtshof und später bis 1962 bei der Obersten Berufungs- und Disziplinarkommission.
Von 1949 bis 1971 hatte er den Vorsitz im Juridisch-Politischen Leseverein Wien.
Beerdigt wurde Otto Mayr im Familiengrab am Friedhof in der Wienerwaldgemeinde Tullnerbach, wo er auch wohnte und Vorstand des Verschönerungsvereins war.

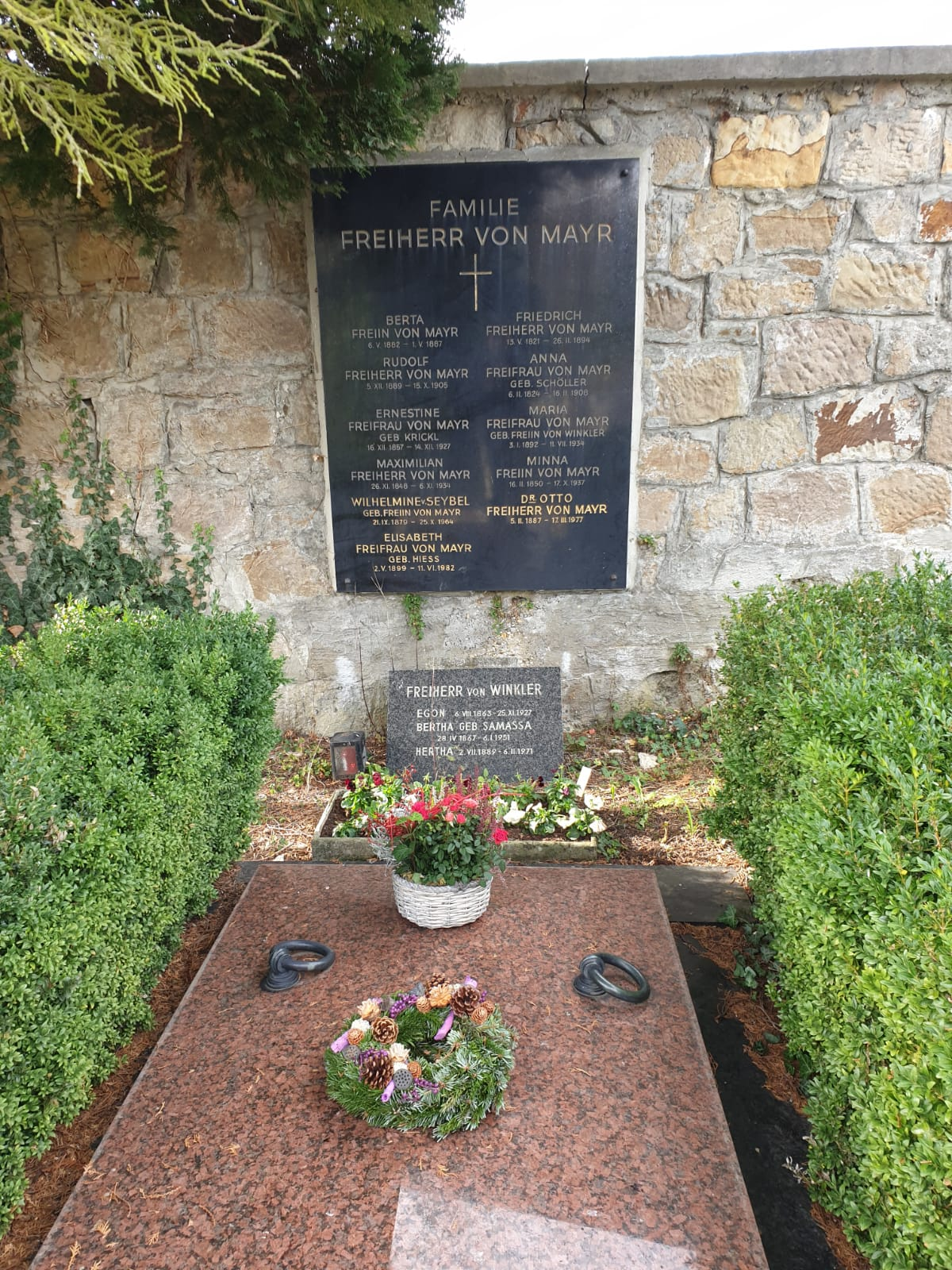
Grab der Familie Mayr am Friedhof der Gemeinde Tullnerbach

## Musische Aktivitäten
Otto Mayr bemühte sich sehr um das Wiener Musikwesen. 1930 wurde er in das Direktorium der Gesellschaft der Musikfreunde berufen. Nach dem Krieg engagierte er sich in Entnazifizierungsverfahren für Wiener Orchestermusiker.
Von 1946 bis 1971 war er Vizepräsident der Gesellschaft der Musikfreunde in Wien, 1972 wurde er Präsident. Bis 1973 war er auch Vizepräsident der Wiener Konzerthausgesellschaft. Als Förderer junger Künstler veranstaltete er Konzertabende in seiner Wohnung, sein Salon war nach dem Krieg „ein Treffpunkt für das geistige Wien“.
Als Wilhelm Furtwängler in Wien am 16. November 1947 sein erstes Konzert nach dem Kriege dirigieren sollte, kam es zu einem Handgemenge mit kommunistischen Demonstranten. Otto Mayr wollte dem Dirigenten eine Gasse durch die Menge bahnen und verlor bei der Auseinandersetzung einen Zahn. Als ein sowjetischer Militärposten einen Warnschuss abgab, konnte Furtwängler in der Verwirrung unbemerkt in das Musikvereinsgebäude gelangen.
1973 gründete Mayr den Verein der Freunde alter und klassischer Musik. Er war auch aktiv an der Gründung der Hugo-Wolf-Gesellschaft beteiligt.
Mayr besaß das 58-bändige Tagebuch des Matthias Franz Perth, das über Perths besten Freund Ignaz Mayr (Otto Mayrs Urgroßvater) in den Besitz der Familie gekommen war. Im Jahr 1972 schenkte Otto Mayr dieses Tagebuch der Wiener Stadt- und Landesbibliothek (heute Wienbibliothek im Rathaus).

## Ehrenmitgliedschaften
- 1973 Ehrenmitglied, Wiener Konzerthaus
- 1976 Ehrenmitglied, Wiener Singverein

## Publikationen
- Anw. Ztg. 2 (1936): Der Einbau der Rechtsanwaltschaft in die berufsständische Verfassung